# Georges De Sloovere

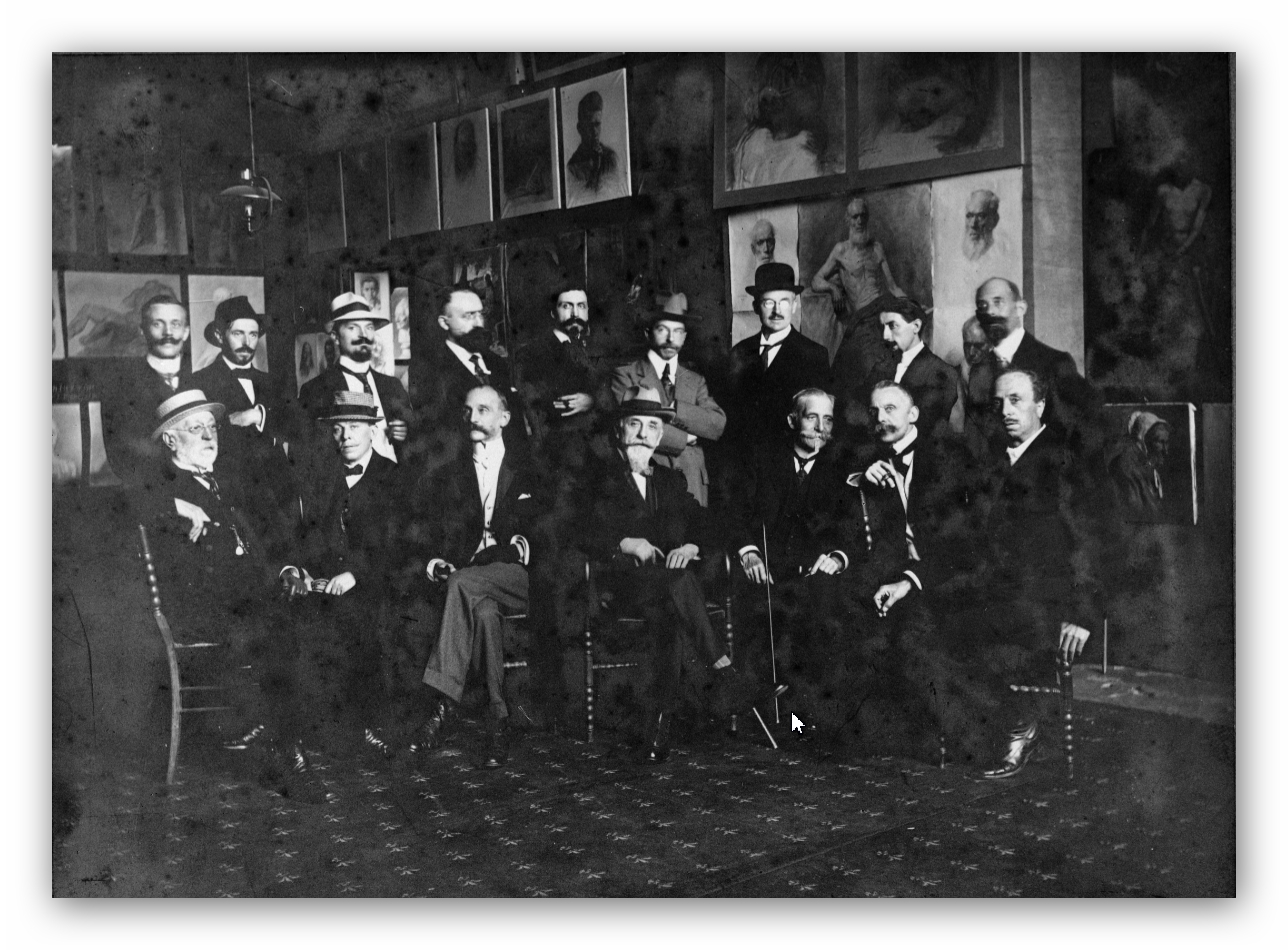
Georges De Sloovere (staand, tweede van links) in 1918

Georges De Sloovere (Brugge, 4 augustus 1873 - Brugge, 26 juni 1970) was een Belgisch kunstschilder.

## Levensloop
Hij was leerling aan de Academies voor Schone Kunsten in Brugge en Brussel (resp. 1888-1895 en 1896-1901). Hij schilderde portretten, figuren en landschappen. Typisch voor hem zijn landschappen die focussen op forse boomstammen. Zijn stijl was neo-impressionistisch. 
Hij was lid van het Nationaal Verbond van Kunstschilders en Beeldhouwers van België. In 1918 werd hij leraar aan de Academie in Brugge. Hij bleef in die functie tot 1925. Een van zijn leerlingen was Gustaaf Buffel.
Op 3 december 1921 trad hij in het huwelijk met Leona Jansseune. Zij kregen 2 dochters, Odrada (°Brugge 1923) en Monica (Brugge 1927-1937). Hij woonde tot 1928 in het huis Memlinc in de Filips de Goedelaan 11 in Brugge. Waarna hij verhuisde naar het huis De Pelikaan, Moerkerkse Steenweg 388 in Sint-Kruis. Hij had het huis laten bouwen door de bekende architect Firmin Koentges. Het atelier van de schilder situeerde zich in het rechter gedeelte van de verdieping.

## Musea
- Brugge, Groeningemuseum: "Vrouwen die koper kuisen", "Bomenlandschap" (2×)
- Brugge, Stadhuis: Portret van burgemeester Victor Van Hoestenberghe

## Tentoonstellingen
- 1899, De Orgelzaal, 6de tentoonstelling Kunstgenegen (Brugge)
- 1900, Lokaal De Zwarte Kat (Brugge)
- 1902, Tentoonstelling Del Becchio (Leipzig)
- 1903, National Gallery (Londen)
- 1904, Le Champ de Mars (Parijs)
- 1908, Tentoonstelling Brugge en zijn schilders cat. 44-46bis ( Brugge)
- 1918, Tentoonstelling Brugse Kunstkring (Brugge)
- 1920, De Hallen Tentoonstelling Brugse Kunstkring (Brugge)
- 1921, Tentoonstelling Brugse Kunstkring (Brugge)
- 1922, Tentoonstelling Brugse Kunstkring (Brugge)
- 1922, Feestpaleis de Driejaarlijkse (Gent)
- 1924, Galerie San Salvador (Brugge)
- 1926, Kunstzaal Memlinc, tentoonstelling Herfst en Winter (Brugge)
- 1927 Stedelijke Concertzaal Kunstkring De Pelikaan (Brugge
- 1957, retrospectieve in het Groeningemuseum (Brugge)
- 1980, De Korrekelder Retrospectieve  Tentoonstelling (Brugge)
- Tussen 1899 en 1980 waren er 75 gekende tentoonstellingen. De volledige lijst staat in het boek " Brugse Beeldende kunstenaars omstreeks de eeuwwisseling - Robert De Laere - 1990